# 清水英理子
清水 英理子（しみず えりこ、1978年 - ）は、埼玉県出身のヴァイオリン奏者。

## 経歴
1978年、埼玉県で生まれた。大阪で工藤千博、小栗まち絵に師事し、相愛ジュニアオーケストラの海外演奏旅行でソリストを務めた。桐朋学園大学に進学し、江藤俊哉、原田幸一郎に師事。1997年、第66回日本音楽コンクールで第1位となり、注目された。

## 受賞・栄典
- 1989年 - 第43回全日本学生音楽コンクール小学校の部全国大会第1位（小学6年生）。
- 1991年
  - 第5回リピンスキ・ヴィエニヤフスキ国際コンクール・ジュニア部門（17歳以下）で第5位。
  - アゼリア新人賞。
- 1997年 - 第66回日本音楽コンクールで第1位、レウカディア賞、鷲見賞、増沢賞。
- 1998年 - いしかわミュージック・アカデミーでIMA賞、奨学金授与。